# シュトラールズント
シュトラールズント（ドイツ語: Stralsund）はドイツの都市。メクレンブルク＝フォアポンメルン州フォアポンメルン＝リューゲン郡に属する（郡庁所在地）。人口は約5万8千人（2008年）で、同州第4の都市である。スウェーデン語ではストラルスンドと呼ばれる。
2002年にUNESCOの世界遺産(文化遺産)「シュトラールズント歴史地区とヴィスマール歴史地区」の一部として登録された。

## 地勢

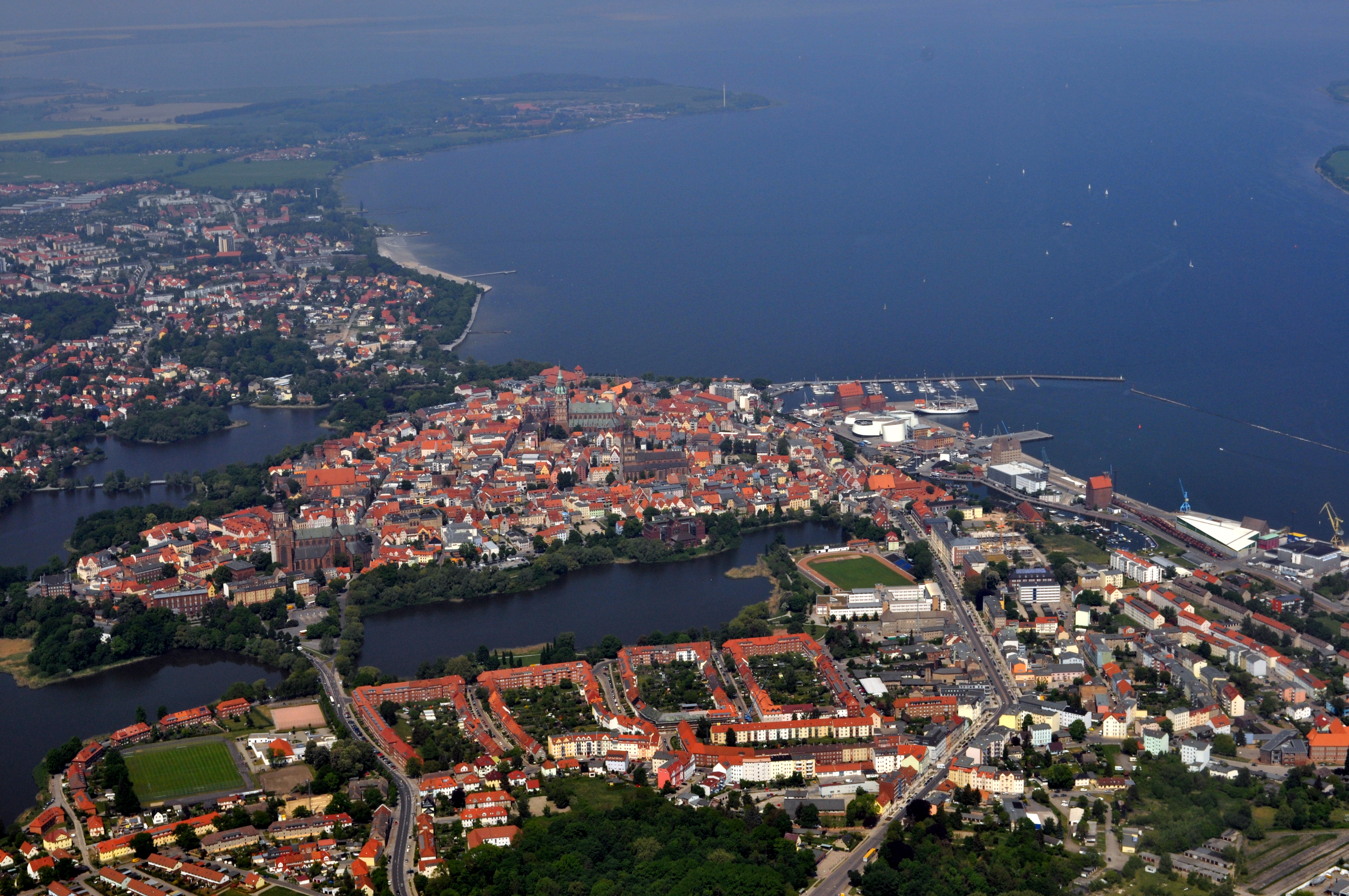

バルト海に面した港湾都市。リューゲン島やヒデンゼー島へ渡る際の交通の拠点。近隣の都市としては、約45キロ西にオストゼーバート・ヴストロウ、約55キロ南西にロストック、85キロ南にノイブランデンブルクが位置している。

## 歴史
1209年に成立、1234年に都市権を獲得した。街の成立当初はリューベックと対立して街が破壊されたこともあったが、1278年にハンザ同盟都市の一員となり、リューベックとの関係も改善されていった。1370年には、この地でハンザ同盟らとデンマークとの間にシュトラールズントの和議が成立している。17世紀、三十年戦争中の1628年に包囲され、戦争の講和条約であるヴェストファーレン条約によってスウェーデン領となった。ナポレオン戦争では1807年と1809年と2度戦場になり、戦後はプロイセン王国の支配下へ置かれた。

## 姉妹都市
- ポリ、フィンランド 1964年
- ヴェンツピルス、ラトビア 1969年
- キール、ドイツ 1987年
- スタルガルト・シュチェチンスキ、ポーランド 1987年
- マルメ、スウェーデン 1991年
- スヴェンボー（英語版）、デンマーク 1992年
- トレレボリ（英語版）、スウェーデン 2000年

## 出身者
- ジルケ・グラディッシュ＝メラー - 陸上競技選手
- ヘルマン・カールステン (植物学者) - 植物学者
- ユルゲン・ブリーマー - ボクサー

## 世界遺産

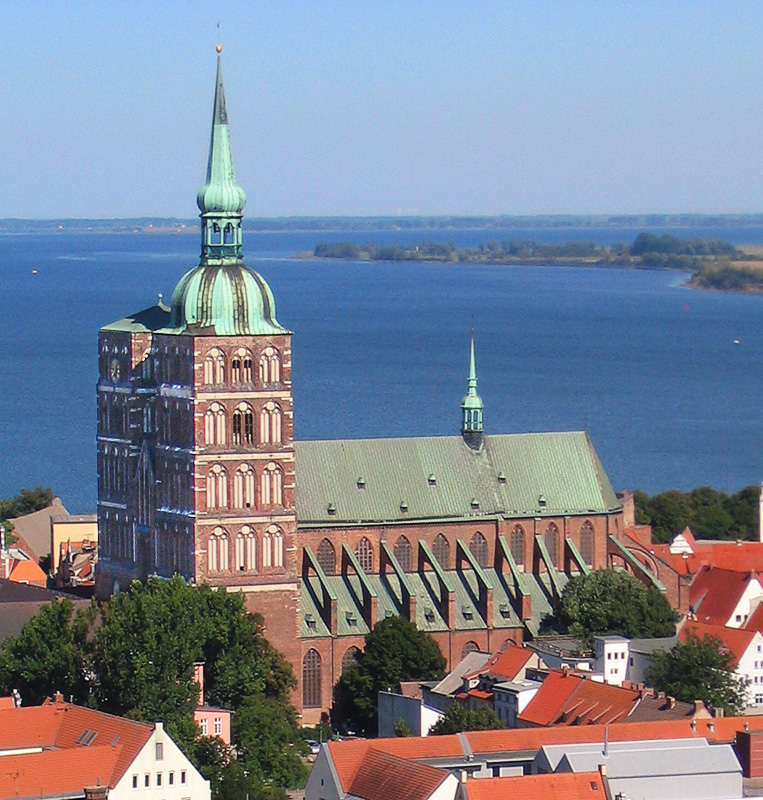
ニコライ教会

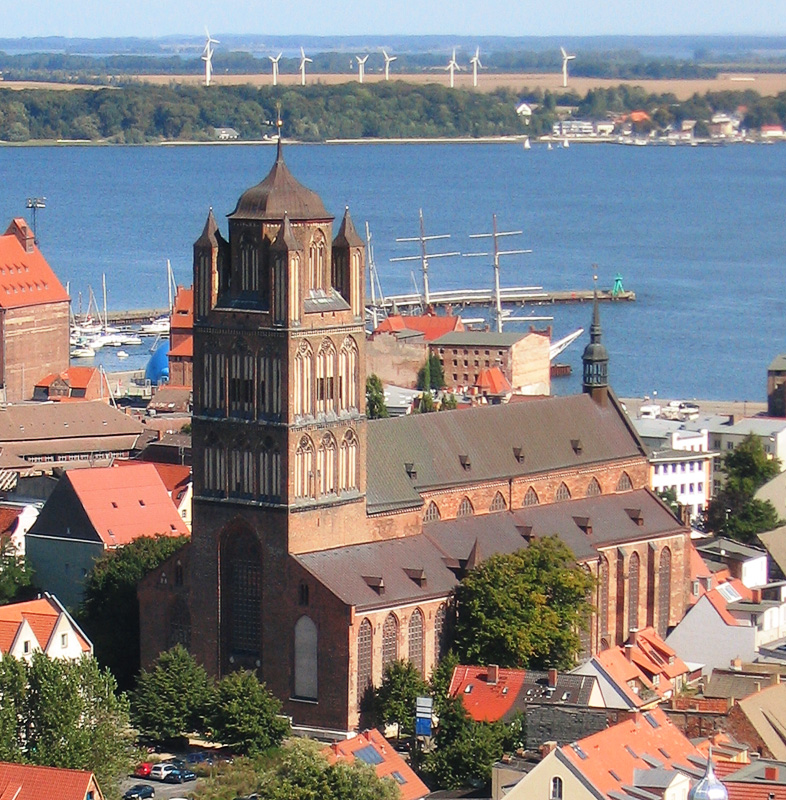
ヤコブ教会

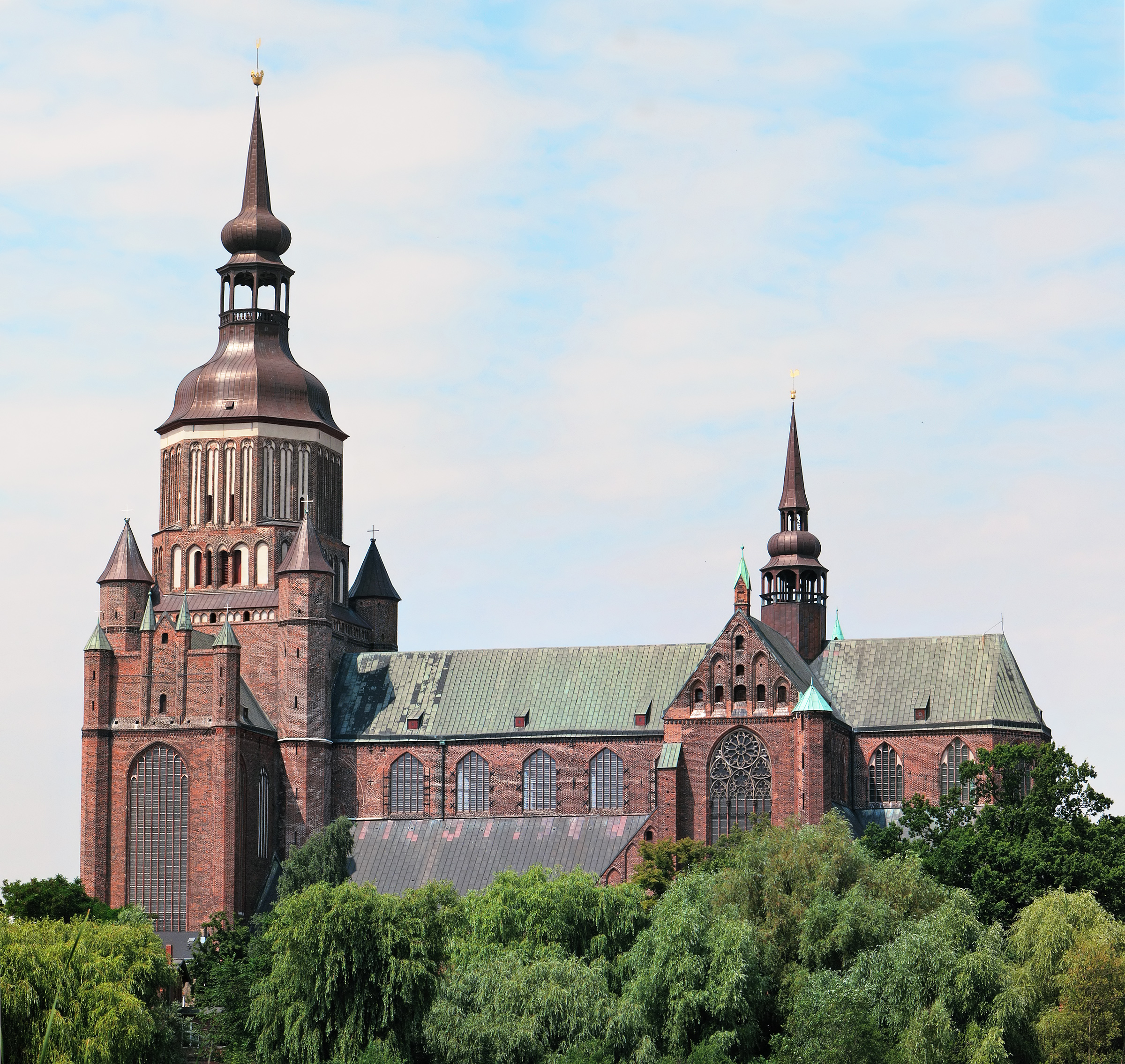
マリエン教会

シュトラールズントは、「シュトラールズント歴史地区とヴィスマール歴史地区」として世界遺産に登録されている。

## 引用
1. ↑  Statistisches Amt M-V – Bevölkerungsstand der Kreise, Ämter und Gemeinden 2023 (XLS-Datei)
2. ↑  Historic Centres of Stralsund and Wismar(UNESCO)